# Idiosoma manstridgei
Espèce
Synonymes
- Anidiops manstridgei Pocock, 1897

Idiosoma manstridgei est une espèce d'araignées mygalomorphes de la famille des Idiopidae.

## Distribution
Cette espèce est endémique d'Australie-Occidentale. Elle a été découverte à Lawlers.

## Description
La femelle holotype mesure 21 mm.

## Étymologie
Cette espèce est nommée en l'honneur de W. O. Manstridge.

## Publication originale
- Pocock, 1897 : On some trap-door spiders of the family Ctenizidae from South and West Australia, contained in the collection of the British Museum. Annals and Magazine of Natural History, sér. 6, vol. 19, p. 109-116 (texte intégral).